# 纤柄报春
纤柄报春（学名：Primula tenuipes），为报春花科报春花属下的一个植物种。 纤柄报春被列入《世界自然保护联盟濒危物种红色名录》（IUCN）——易危（VU）